# Куба (Кабардино-Балкария)
Куба́ (кабард.-черк. Къуэбэ) — село в Баксанском районе Кабардино-Балкарской Республики.
Образует муниципальное образование «сельское поселение Куба», как единственный населённый пункт в его составе.

## География
Селение расположено в северо-западной части Баксанского района, на правом берегу реки Малка. Находится в 25 км к северо-западу от районного центра Баксан и в 55 км от города Нальчик.
Общая площадь территории сельского поселения составляет — 70,24 км2.
Граничит с землями населённых пунктов: Псыхурей на востоке, Куба-Таба на юге, Малка и Прогресс на юго-западе и на севере на противоположном берегу реки, со станицей Марьинская.
Населённый пункт расположен в предгорной зоне республики. Рельеф в основном представляет собой возвышенную холмистую местность изрезанную балками. Средние высоты на территории села составляют около 470 метра над уровнем моря.
Гидрографическая сеть в основном представлена рекой Малка, а также малыми ручьями и оросительными каналами.
Климат влажный умеренный с тёплым летом и прохладной зимой. Среднегодовая температура воздуха составляет +10,0°С, и колеблется от средних +22,5°С в июле, до средних -2,5°С в январе. Среднегодовое количество осадков составляет около 750 мм. Большая часть осадков выпадет в период с апреля по июнь. К северо-западу от села находится противоградовый отряд.

## История
Село на своём нынешнем месте предположительно было основано в 1744 году. Первоначально аул был расположен у восточной подошвы горы Машук, в районе современного Пятигорска, откуда они были вытеснены наступавшими и усиливавшимися в районе Пятигорья царскими войсками, которые строили свои укреплённые военные линии и крепости через кабардинские земли.
Вследствие этого, аулы князя Магомеда Атажукина от подножии Машука переселилась на берег реки Куркужин, в 9 км к югу от современного расположения села. По архивным материалам в 1744 году на берегу реки Куркужин было расположено восемь аулов князя Магомеда Атажукина. Оттуда один из сыновей князья — Хасанбий Атажукин, со своими людьми переселился на правый берег реки Малка.
В 1862 году в ауле насчитывалось 54 двора с численностью населения в 580 человек.
В 1865 году из местности Фандуко (кабард.-черк. Фэндыкъуэ), находившегося под горой Афэ (недалеко от современного села Лечинкай), к поселению Атажукина переселился аул дворян Агубековых (кабард.-черк. Агубэчей).
В 1867 году в ходе земельной реформы Кабарды и программы по укрупнению кабардинских аулов, Агубеково было присоединено к аулу Хасанбия Атажукина. Объединённое селение получило официальное название — Атажукино III. Однако, жители до сих пор верхнюю часть села продолжают называть  — Агубеково (Агубэчей), а нижняя часть селения — Атажукино (ХьэтIэхъущыкуъей).
В 1920 году с окончательным установлением советской власти в Кабарде, решением ревкома Нальчикского округа, Атажукино III как и другие кабардинские селения было переименовано, из-за присутствия в их названиях княжеских и дворянских фамилий. В результате село получило новое название — Куба, от имени горы расположенной к юго-западу от села.
Во время Великой Отечественной войны, село несколько месяцев было оккупировано немецкими войсками. Между селом и станицей Марьинская действовали партизанские отряды.
С 1939 по 1956 года являлся административным центром Кубинского района Кабардино-Балкарской АССР.
В 1992 году Кубинский сельсовет был реорганизован и преобразован в Кубинскую сельскую администрацию. В 2005 году Кубинская сельская администрация была преобразована в муниципальное образование, со статусом сельского поселения.

## Этимология
Название села в переводе с кабардинского языка означает — «много балок», от къуэ — «балка, долина» и бэ — «много». Вероятнее всего гора (от которой село и получило своё современное название) получила подобное название из-за того, что у локального массива имеется множество понижений и представляет собой возвышенность, со множеством балок.
По другой версии, название возможно происходит от заимствованного в кабардинском языке арабского слова — къуба́, что в переводе означает — «купол». 

## Население
| 2002  | 2010  | 2012  | 2013  | 2014  | 2015  | 2016  |
| ----- | ----- | ----- | ----- | ----- | ----- | ----- |
| 5018  | ↗5058 | ↗5075 | ↗5096 | ↗5106 | ↗5126 | ↗5147 |
| 2017  | 2018  | 2019  | 2020  | 2021  | 2023  | 2024  |
| ↗5149 | ↗5193 | ↘5182 | ↗5218 | ↘5161 | ↗5163 | ↗5185 |
| 2025  |       |       |       |       |       |       |
| ↗5216 |       |       |       |       |       |       |

Плотность — 74.26 чел./км2.
За межпереписной период (с 2010 по 2021 год) население села увеличилось на 103 чел. (+ 2,04 %).
Национальный состав
По данным Всероссийской переписи населения 2021 года:
| Народ                | Численность, чел. | Доля от всего населения, % | Доля от указавших нац-ть, % |
| -------------------- | ----------------- | -------------------------- | --------------------------- |
| кабардинцы (черкесы) | 5086              | 98,55 %                    | 99,59 %                     |
| * кабардинцы         | 5014              | 97,15 %                    | 98,18 %                     |
| * черкесы            | 72                | 1,40 %                     | 1,41 %                      |
| другие               | 21                | 0,41 %                     | 0,41 %                      |
| нет / не указано     | 54                | 1,05 %                     | -                           |
| всего                | 5161              | 100 %                      | 100 %                       |

По данным Всероссийской переписи населения 2010 года: кабардинцы — 5042 чел. (99,68 %). 

## Местное самоуправление
Администрация сельского поселения Куба — село Куба, ул. Надречная, 188.
Структуру органов местного самоуправления сельского поселения составляют:
- Исполнительно-распорядительный орган — Местная администрация сельского поселения Куба. Состоит из 9 человек.
  - Глава администрации сельского поселения — Шуков Хасан Лёлевич (с 25 марта 2020 года).
- Представительный орган — Совет местного самоуправления сельского поселения Куба. Состоит из 15 депутатов, избираемых на 5 лет.
  - Председатель Совета местного самоуправления сельского поселения — Шуков Хасан Лёлевич.

## Образование
- МКОУ Средняя общеобразовательная школа № 1 — ул. Калмыкова, 165.
- МКОУ Средняя общеобразовательная школа № 2 — ул. Комсомольская, 104.
- МДОУ Начальная школа Детский сад «Насып» — ул. Надречная, 107.
- МКУ Спортивная школа № 3 — ул. Надречная, 188 «а».

## Здравоохранение
- Участковая больница — ул. Шукова, 152.

## Культура
- МКУ Сельский Дом Культуры — ул. Комсомольская, 208.
- Физкультурно-оздоровительный комплекс

Общественно-политические организации:
- Адыгэ Хасэ
- Совет Старейшин и др.

## Ислам
В селе действуют две мечети:
- Верхняя мечеть «Агубэчей» — ул. Калмыкова, 74.
- Нижняя мечеть «ХьэтIэхъущыкуъей» — ул. Комсомольская, 188.

## Экономика
На территории сельского поселения наибольшее развитие получило садоводство. В частности выращивание горных сортов груш и яблонь (что отмечено также на гербе села).

## Улицы
На территории села зарегистрировано всего 5 улиц:

| Калмыкова     |
| Комсомольская |

| Надречная |
| Степная   |

| Шукова |

## Известные жители
Родившиеся в Кубе:
- Атажукин Кази Мусабиевич — издатель первых книг полностью написанных на кабардино-черкесском языке (на основе арабского письма).
- Калмыков Бетал Эдыкович — один из руководителей борьбы горцев за Советскую власть на Северном Кавказе, советский государственный и партийный деятель.
- Шуков Тута Гучевич — один из руководителей борьбы горцев за Советскую власть на Северном Кавказе, советский государственный и партийный деятель.
- Кармов Исхак Махмудович — народный просветитель, учитель Нальчикской окружной горской школы[23].
- Тхакумачев Амдулах Мажидович — лётчик, герой Великой Отечественной войны.